# مكسيموس الرابع الصايغ
مكسيموس الرابع الصايغ (بالإنجليزية: Maximos IV Sayegh)‏ ( ولد في 10 نيسان 1878 حلب (سوريا)، توفي في 5 تشرين الثاني 1967 في بيروت، لبنان) كان بطريرك أنطاكية وسائر المشرق والإسكندرية وأورشليم للروم الملكيين الكاثوليك، من عام 1947 حتى وفاته.

## حياته
ولد في حلب، سوريا عام 1878، ورسم كاهناً في 17 أيلو 1905.
عينه البطريرك ديمتريوس الاول قاضي رئيساً لأساقفة مدينة صور.
انتخبه سينودس أساقفة كنيسة الروم الملكيين الكاثوليك بطريركاً لأنطاكية في 30 تشرين الأول 1947، ليخلف كيرلس التاسع مغبب المتوفى. 